# Sanja Vučić
Sanja Vučić, née le 8 août 1993 à Kruševac en Ex-Yougoslavie, est une chanteuse serbe.

## Biographie
En 2016, elle est choisie pour représenter la Serbie aux Concours Eurovision de la chanson 2016 à Stockholm, avec le titre Goodbye (Shelter).
Elle participe à la seconde demi-finale, le 12 mai 2016. Elle est qualifiée pour la grande-finale où elle termine à la 18e position avec 115 points.
En 2017, elle forme avec Ivana Nikolić et Ksenija Knežević le groupe Hurricane. En 2020, le groupe gagne le programme Beovizija 2020, servant à déterminer qui représente la Serbie à l'Eurovision 2020, avec la chanson Hasta la vista. Après l'annulation du concours pour cause de la pandémie du Covid-19, il est annoncé que Hurricane a été sélectionné en interne pour représenter la Serbie à l'Eurovision 2021. Elles se classent huitième de leur demi-finale, puis quinzième lors de la finale avec leur chanson Loco Loco.
Sanja Vučic quitte le groupe Hurricane en septembre 2022 à la suite de l’expiration de son contrat qui n’a pas été renouvelé par les trois membres originels du groupe.
La première chanson solo de Sanja Vučić après son départ du groupe Hurricane est réalisée le 20 septembre 2022 et s’intitule « Omadjijan ». Le 29 novembre 2022, la chanson Djerdan est réalisée en duo avec Nucci.
Le 18 février 2023, elle sort la chanson Hanuma, bande originale du film Južni vetar : Na Granici.
Elle sort un second duo le 2 juin 2023, cette fois-ci avec Cvija, sur la chanson Kriva je kafana. Elle réalise ensuite Zelenooka le 18 juillet 2023.
Le 30 octobre 2023, elle présente son premier album solo Remek-Delo composé de huit chansons, dont un duo avec Nucci sur la chanson Ruzmarin.

## Chansons

### 2016
- Goodbye (Shelter)

### 2022
- Omadjijan
- Djerdan

### 2023
- Hanuma
- Kriva je kafana
- Zelenooka
- Remek-Delo
- Zumbul
- Djene Djene
- Ološi
- Lako je njoj
- Kerozin
- Ruzmarin
- Možda